# Miguel Blanco Quirós
Miguel Blanco Quirós (Puntarenas, el 29 de octubre de 1919 - San José, 13 de septiembre de 2009) fue un jurista costarricense, que fue Presidente de la Corte Suprema de Justicia de Costa Rica de 1986 a 1990.

## Datos personales
Nació en Puntarenas, el 29 de octubre de 1919. Fue hijo de Rogelio Blanco y Delfina Quirós Aguilar. Contrajo nupcias con Ángela Vargas Montero en 1949. Es padre de dos hijos, Mario Alberto y Maritza, ambos ilustres abogados.
Cursó estudios en el Liceo de Costa Rica y se graduó de licenciado en Leyes en la Universidad de Costa Rica. Durante sus estudios universitarios laboró en diversas dependencias del Poder Judicial.

## Carrera judicial
En 1947, poco después de su graduación, fue nombrado Alcalde Segundo Civil de San José, cargo del que fue ascendido en 1948 a Juez Tercero Civil de la misma provincia. Posteriormente, de 1950 a 1969, se dedicó al ejercicio privado de su profesión, aunque durante varios años continuó vinculado al Poder Judicial en calidad de Juez Suplente.
En 1969 fue elegido Magistrado de la Sala Segunda Civil de Apelaciones de la Corte Suprema de Justicia de Costa Rica, cargo para el que fue reelegido en 1977. En 1979 fue nombrado por la Corte como Presidente de esa Sala, que en 1981 se convirtió en la Sala Segunda de Casación. En 1985 la Asamblea Legislativa lo reeligió como Magistrado para el período 1985-1993. 

## Presidente de la Corte Suprema de Justicia
En 1986 fue elegido para terminar el período de Ulises Odio Santos como Presidente de la Corte Suprema y en 1987 fue reelegido para ese cargo. Durante su segunda presidencia se creó la Sala Constitucional. Se jubiló en diciembre de 1990, y para concluir su período presidencial, que finalizaba en 1991, fue elegido Edgar Cervantes Villalta.

## Otras actividades
Presidió el Colegio de Abogados de Costa Rica en 1968. Fue profesor de Facultad de Derecho de la Universidad de Costa Rica durante muchos años y en dos oportunidades fue su Vicedecano. En 1990 la Universidad lo nombró Profesor Emérito. 
Es autor de varios artículos sobre temas jurídicos y ha formado parte de diversas comisiones de reformas a los códigos del país.

## Fallecimiento
Falleció en San José, el 13 de septiembre de 2009 a los 89 años de edad.